# Louis D'haeseleer
Louis Benoit D'haeseleer (Haaltert, 20 oktober 1911 - Aalst, 12 augustus 1988) was een Belgisch politicus voor de LP en diens opvolger de PVV. 

## Levensloop
D'haeseleer groeide op in een landbouwersgezin en verhuisde na de Eerste Wereldoorlog met zijn familie naar de Verenigde Staten. Hij liep er school aan de Eastern High School te Detroit en werd er na zijn studies actief in een bank. Op 20-jarige leeftijd keerde hij terug naar België. Hij studeerde vervolgens aan het Provinciaal Handels- en Taleninstituut te Gent en behaalde een diploma van politieofficier. Hij werd vervolgens secretaris van de liberale ziekenbond Edouard Pécher. Na de Tweede Wereldoorlog werd hij secretaris van de ACLVB.
Van 1949 tot 1976 zetelde hij voor het arrondissement Aalst in de Kamer van volksvertegenwoordigers, waar hij van 1961 tot 1974 quaestor was. Tevens werd hij in 1946 verkozen tot gemeenteraadslid van Aalst, waar hij van 1952 tot 1958 schepen en van 1977 tot 1982 burgemeester was. Bovendien was hij van 1946 tot 1949 provincieraadslid van Oost-Vlaanderen en van 1974 tot 1976 Staatssecretaris voor Openbaar Ambt in de Regering-Tindemans I en de Regering-Tindemans II. Van december 1971 tot eind 1976 had hij als gevolg van het toen bestaande dubbelmandaat ook zitting in de Cultuurraad voor de Nederlandse Cultuurgemeenschap. Tevens was hij de voorzitter van de Liberale Sociale Werken van Aalst en van 1966 tot 1967 voorzitter van het Liberaal Vlaams Verbond (LVV). 
Hij overleed ten gevolge van een hartaanval in de Onze-Lieve-Vrouw-kliniek te Aalst. Hij was ridder, officier en commandeur in de Leopoldsorde, ridder in de Orde van Malta, grootkruis in de Orde van Leopold II en erekadet van de arbeid. De uitvaartplechtigheid vond plaats in de Onze-Lieve-Vrouw-Tenhemelopnemingskerk te Nieuwerkerken. 
Zijn dochter Diane D'haeseleer en schoonzoon Willy Van Renterghem waren ook politiek actief voor de PVV.